# 1980年夏季残疾人奥林匹克运动会科威特代表团
1980年夏季残疾人奥林匹克运动会科威特代表团是科威特派出的1980年夏季残疾人奥林匹克运动会代表团。获得2枚金牌、2枚银牌和1枚铜牌。